# Steve Inwood
Steve Inwood (New York, 3 gennaio 1947 – Los Angeles, 15 maggio 2025) è stato un attore statunitense.
Noto per l'interpretazione di professore di danza nel film Staying Alive con John Travolta. 

## Biografia
Steve Inwood appare principalmente nei primi anni ottanta con ruoli in film come Fame - La strada per la gloria, Prince of the City e Staying Alive. In seguito, si concentra sulle apparizioni in produzioni televisive. Alla fine degli anni novanta, Steve Inwood si ritira dal cinema e dalla televisione.
Inwood muore il 15 maggio 2025, all'età di 78 anni. È sepolto al Westwood Village Memorial Park Cemetery

## Vita privata
Steve Inwood è stato sposato con Susan Lee Baringer.

## Filmografia

### Cinema
- Hurry Up, or I'll Be 30, regia di Joseph Jacoby (1973)
- The Rehearsal, regia di Jules Dassin (1974)
- Vida y poesía de Julia de Burgos, regia di José García - cortometraggio (1978)
- Fort Bronx, regia di Robert Butler e Sidney J. Furie (1980)
- Cruising, regia di William Friedkin (1980)
- Saranno famosi (Fame), regia di Alan Parker (1980)
- Il principe della città (Prince of the City), regia di Sidney Lumet (1981)
- Staying Alive, regia di Sylvester Stallone (1983)
- Lo scudo umano (The Human Shield), regia di Ted Post (1991)
- Morte apparente (Almost Dead), regia di Ruben Preuss (1994)
- Prince of the City: The Real Story, regia di Laurent Bouzereau - cortometraggio direct-to-video (2007)
- Grizzly II: The Predator, regia di André Szöts (2020)

### Televisione
- General Hospital - soap opera, puntate sconosciute (1963)
- Contract on Cherry Street, regia di William A. Graham - film TV (1977)
- Wonder Woman - serie TV, episodio 2x22 (1978)
- La valle delle bambole (Jacqueline Susann's Valley of the Dolls), regia di Walter Grauman - miniserie TV, puntate 1-2 (1981)
- Questione d'onore (A Question of Honor), regia di Jud Taylor - film TV (1982)
- Legittima accusa (Farrell for the People), regia di Paul Wendkos - film TV (1982)
- The Fighter, regia di David Lowell Rich - film TV (1983)
- Reato d'innocenza (Crime of Innocence), regia di Michael Miller - film TV (1983)
- Matlock - serie TV, episodio 1x01 (1986)
- Dark Mansions, regia di Jerry London - film TV (1986)
- Night Heat - serie TV, episodio 2x11 (1986)
- I viaggiatori delle tenebre (The Hitchhiker) - serie TV, episodio 4x01 (1987)
- La signora in giallo (Murder, She Wrote) - serie TV, episodi 3x17-6x01-11x13 (1987-1995)
- Spenser (Spenser: For Hire) - serie TV, episodio 3x20 (1988)
- Fuga dallo spazio (Something Is Out There) - serie TV, episodio 1x06 (1986)
- Booker - serie TV, episodio 1x22 (1990)
- I casi di Rosie O'Neill (The Trials of Rosie O'Neill) - serie TV, episodi 2x08-2x11 (1991-1992)
- Hawaii - Missione speciale (One West Waikiki) - serie TV, episodio 2x05 (1995)
- Murder One - serie TV, episodio 1x09 (1995)
- Dellaventura - serie TV, episodio 1x07 (1995)

## Doppiatori italiani
Nelle versioni in italiano delle opere in cui ha recitato, Steve Inwood è stato doppiato da:
- Giuliano Giacomelli in Cruising
- Dario Penne ne Il principe della città
- Luca Ward in Questione d'onore
- Raffaele Uzzi in Staying Alive
- Fabrizio Pucci in La signora in giallo (ep. 3x17)
- Romano Malaspina in La signora in giallo (ep. 6x01)
- Enrico Di Troia in La signora in giallo (ep. 11x13)